# Dink Smallwood
Dink Smallwood is een humoristisch adventure- en role playing-videospel, ontwikkeld in 1997 door Robinson Technologies en uitgegeven in 1998 door Robinson Technologies zelf en Iridon Interactive in Europa. Robinson Technologies bestond destijds uit Seth Robinson, Justin Martin, en Greg Smith. Op 17 oktober 1999 werd het spel als freeware uitgebracht. Het spel heeft zo'n tien jaar na het uitbrengen van het spel nog steeds een groep fans die aanvullingen uitbrengen.
In juli 2003 werd ook de broncode van het spel vrijgegeven waardoor het mogelijk werd het spel aan te passen en verbeteren of over te zetten naar andere besturingssystemen. De meeste opgezette projecten werden na verloop van tijd stopgezet of uitgesteld. Het vrijgeven van de broncode zorgde wel voor het verbeteren van bugs en schoonheidsfoutjes. Deze werden gebundeld in een patch die het spel naar versie 1.08 bracht.

## Verhaallijn
Het spel vertelt het verhaal van Dink Smallwood, een varkenshoeder die samen met zijn moeder in een klein dorp, Stonebrook, woont. Wanneer zijn moeder overlijdt door een brand die ook het huis verwoest, verlaat hij Stonebrook om bij zijn tante te gaan wonen. Tijdens zijn omzwervingen helpt Dink de mensen in nabijgelegen dorpen en ontdekt hij gaandeweg de snode plannen van de Cast die het koninkrijk bedreigen. Dink gaat op pad om dit kwaad uit de weg te ruimen.

## D-Mods
De engine van het spel maakt het mogelijk om zelf nieuwe avonturen te creëren, zogeheten Dink modules of D-Mods waarbij allerlei zaken van het spel veranderd kunnen worden, zoals het toevoegen van nieuwe graphics, het vormgeven van landschap in een leveleditor, DinkEdit, of het schrijven van scripts.
Zowel het originele avontuur als door anderen gemaakte uitbreidingen worden geschreven met behulp van DinkC, een op de programmeertaal C lijkende scripttaal, waarmee scripts geschreven kunnen worden voor allerlei situaties, zoals dialogen met non-playing characters, monsters en gebeurtenissen. Deze taal is vrij beperkt (het bezit bijvoorbeeld geen while en for-loops maar maakt gebruik van GOTO instructies) maar voldoet tot op zekere hoogte voor het doel waarvoor het gemaakt is. Sommigen hebben in deze taal spellen zoals Arkanoid, Frogger of een point-and-click adventure geschreven.

## Andere platforms
Dink Smallwood kan tegenwoordig ook gespeeld worden op andere platforms, zoals Linux, BSD en de PSP via de vrije implementatie van het spel, FreeDink. Er wordt ook gewerkt aan een implementatie voor de iPhone.